# Jarno Laasala
Jarno Laasala (né le 19 septembre 1979 à Seinäjoki en Finlande) est l'un des cascadeurs de la série télévisée finlandaise Les Dudesons, l'équivalent finlandais de la série américaine Jackass. Il est né à Seinäjoki en Finlande les autres membres sont Jukka Hilden, Jarno « Jarppi » Leppälä et Hannu-Pekka Parviainen.